# Ballyclare Comrades Football Club
El Ballyclare Comrades Football Club es un club de fútbol de Irlanda del Norte, con sede en Ballyclare, Condado de Antrim. Fue fundado en el año 1919, y compite en la NIFL Premier Intermediate League, la tercera categoría del fútbol norirlandés.

## Historia
El club fue fundado en el año 1919 en la ciudad de Ballyclare por veteranos de la Primera Guerra Mundial, la mayoría provenientes de la compañía C del 12° Royal Irish Rifles, un batallón compuesto totalmente por habitantes de este de Antrim que participaron en varias batallas en la guerra. De 1990 hasta 2003 el club era de primera división, pero pasó a ser de segunda categoría luego de la creación de la Irish Premier League y la cantidad de equipos en primera división bajó.
El equipo reserva juega en la NIFL Development League en la categoría sub-20. El club tiene una sociedad con el club juvenil Ballyclare Colts (de la categoría sub-11 a la sub-15), que le da jugadores a los Comrades para sus categorías sub-17 y sub-18. El equipo sub-18 juega en la IFA Youth League.
El club descendió a la IFA Championship 2 en la temporada 2010–11 y en la temporada siguiente terminó en sexto lugar, pero en la temporada 2012-13 ascendió a la Championship 1 como subcampeón detrás del Knockbreda. 
Uno de los mejores futbolistas salidos del club es el defensa seleccionado nacional y jugador del Sunderland Paddy McNair. Otros jugadores son Gareth McAuley, quien juega con el Rangers FC, y Michael Smith.
En la temporada 2016–17 el club perdería el playoff de ascenso ante el Institute FC.

## Entrenadores
- Walter McFarland (1977-78)
- Arthur Stewart (1981-¿?)
- Jim Platt (1991-92)
- Alan Campbell (1993)
- Clifford Adams (2017-18)
- Stephen Hughes (2018-19)
- Paul Harbinson (2019-22)
- Chris Ramsey (2022)
- Stephen Small (2022-)

## Palmarés

### Torneos nacionales
- Copa Ulster (1): 1997-98
- Segunda División (6): 1960-61, 1962-63, 1973-74, 1977-78, 1979-80, 1988-89
- Copa de la Liga de Segunda División (1): 2005-06
- Tercera División (1): 2006-07
- Copa de la Liga Intermedia (4): 1925-26, 1949-50, 1950-51, 1953-54, 1959-60, 1960-61, 1962-63, 1963-64, 1989-90
- McElroy Cup (1): 1941-42

### Torneos regionales
- Steel & Sons Cup (6): 1943-44, 1960-61, 1974-75, 1981-82, 1984-85, 1986-87